# لاميفودين/نيفاربين/ستافودين
لاميفودين/نيفاربين/ستافودين (3TC/NVP/d4T) هو دواء مُركب يستخدم لعلاج فيروس نقص المناعة البشرية/الإيدز. يتكون من اللاميفودين والنيفاربين وستافودين. يُستخدم إما بمفرده أو جنبًا إلى جنب مع مضادات الفيروسات القهقرية الأخرى. يُؤخذ هذا الدواء عن طريق الفم مرتين في اليوم.
الدواء جيد التحمل بشكل عام. الآثار الجانبية هي الأدوية الأساسية التي يتكون منها الدواء. وتشمل الطفح الجلدي، والخدر، والتهاب البنكرياس، وارتفاع مستويات اللاكتيكي الدم. لا ينصح باستخدامه للأشخاص الذين يعانون من أمراض الكبد. من غير المعروف ما إذا كان الاستخدام أثناء الحمل آمنًا للجنين، وتشمل التوصيات البدء في الشهر الثالث من الحمل إذا أمكن.
يُعتبر هذا الدواء ضمن قائمة الأدوية الأساسية لمنظمة الصحة العالمية، الأدوية الأكثر فعالية وآمنًا في النظام الصحي. تبلغ تكلفة الجملة في العالم النامي حوالي 9.56 دولار في الشهر. واعتبارًا من عام 2015، لا يتوفر تجاريًا في الولايات المتحدة.

## الاستعمال الطبي
تعتبر هذه التركيبة مسارًا أولًا للعلاج في العالم النامي.

## روابط خارجية
- "تركيبة للاميفودين ونيفاربين وستافودين". بوابة معلومات الدواء. مكتبة الطب الوطنية الأمريكية. مؤرشف من الأصل في 2021-10-21.